# Grays
Grays – największe miasto w dystrykcie Thurrock w hrabstwie Essex w Anglii. Miasto położone jest około 32 km na wschód od Londynu, na północnym brzegu Tamizy. Ludność Grays wynosi 36 601 mieszkańców (2001).

## Grays Athletic F.C.
W 1890 w mieście został założony klub piłkarski Grays Athletic F.C. W latach 2005–2010 uczestniczył w rozgrywkach Conference National.